# 552784 Jeanbrahier
552784 Jeanbrahier este o planetă minoră (asteroid) din centura de asteroizi. A fost descoperită pe 6 octombrie 2010 la Vicques⁠(d) de Michel Ory⁠(d). 
Obiectul prezintă o orbită caracterizată de o semiaxă mare de 3,1619220696621 UAi, o excentricitate de 0,25661964382225, o înclinație de 16,390376946772 ° în raport cu ecliptica.